# 奈瑪化工股份
奈瑪化工股份有限公司（Nama Chemical Group Corporation，阿拉伯语：‎ ），簡稱奈瑪化工、奈瑪化工股份，於1992年成立。
主要生產各類化工產品，包括環氧樹脂、環氧氯丙烷、燒鹼、氯氣、鹽酸、氯化鈣等。其股份於沙地阿拉伯證券交易所上市。

## 外部連結
- 奈瑪化工股份有限公司 （页面存档备份，存于）